# Gevlekte reuzentandbaars
De gevlekte reuzentandbaars (Epinephelus tukula) is een straalvinnige vis uit de familie van de Zaag of Zeebaarzen. De soort leeft in de Australische wateren en kan een lengte van 2 meter bereiken.
1. ↑  (en) Gevlekte reuzentandbaars op de IUCN Red List of Threatened Species.